# Pyłek

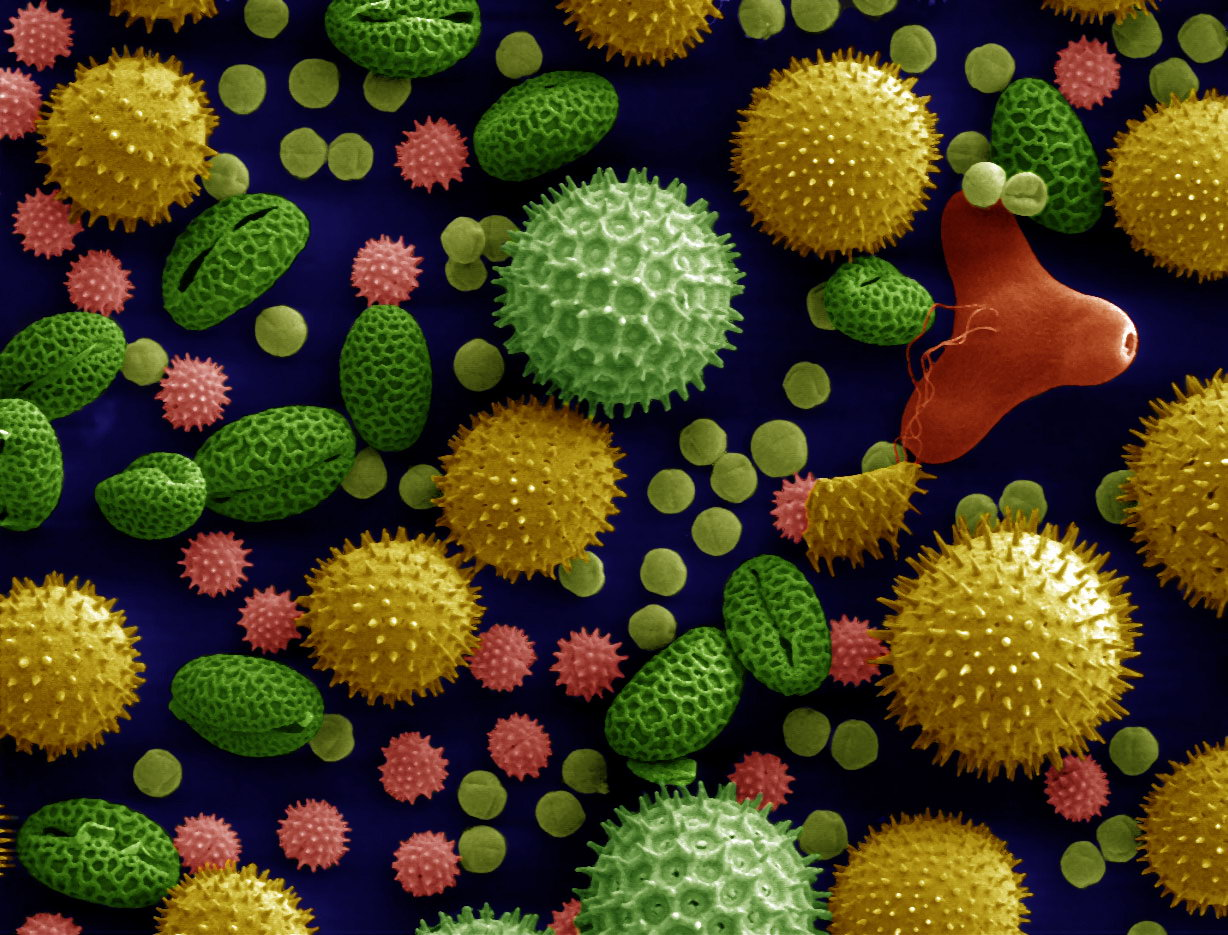
Ziarna pyłku różnych roślin w powiększeniu mikroskopem elektronowym

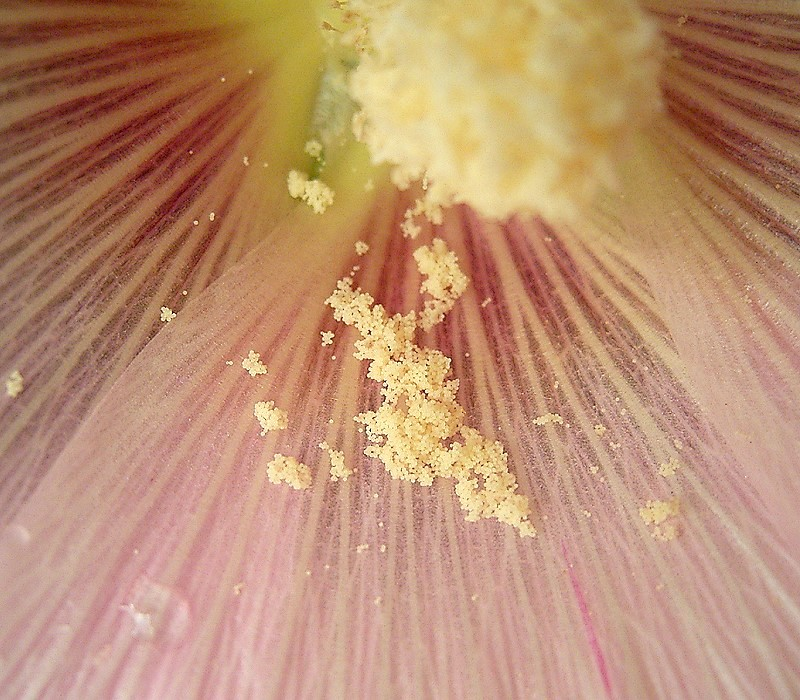
Pyłek na kwiecie malwy różowej

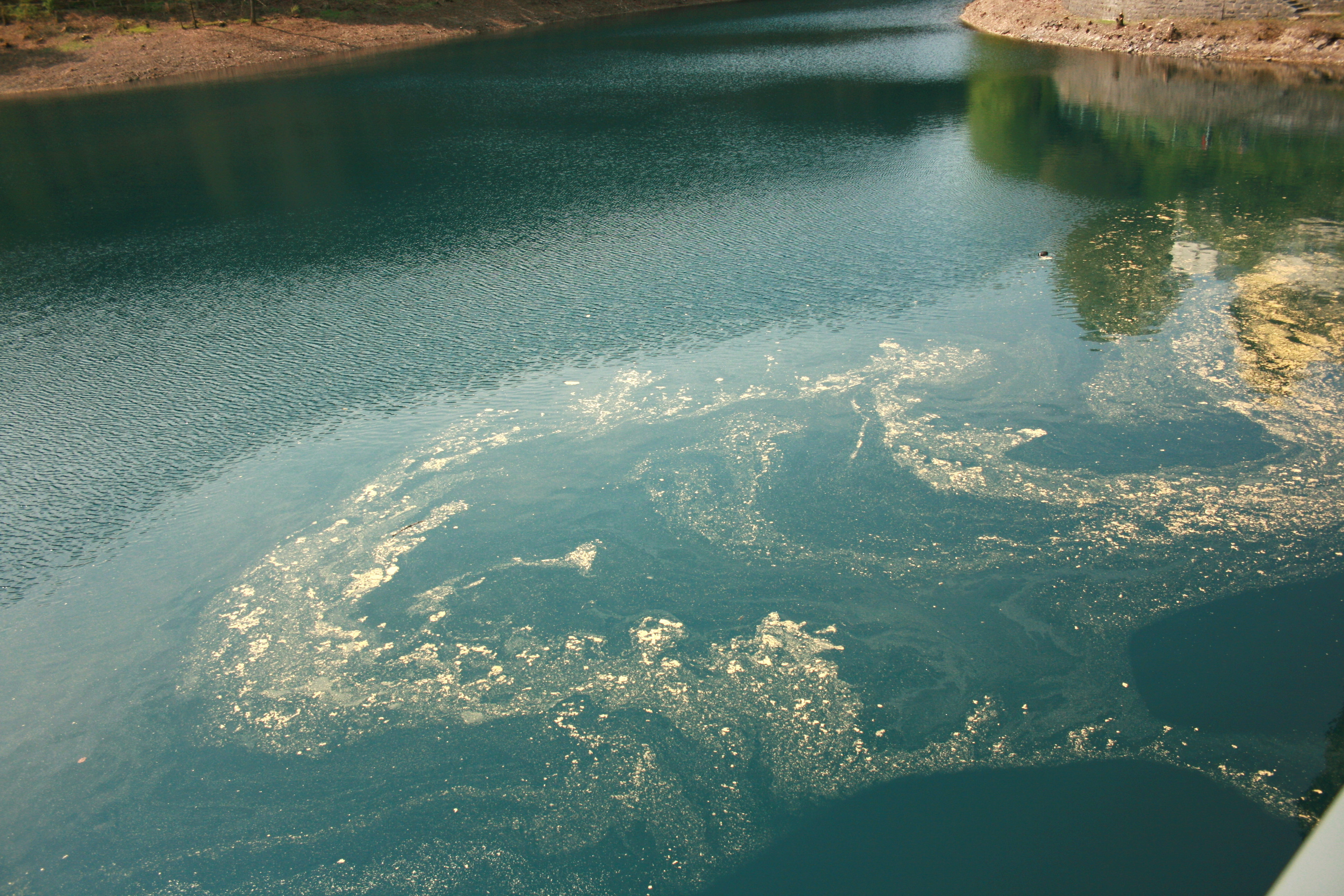
Podczas pylenia sosny w Europie Środkowej można w wielu miejscach obserwować żółty osad pyłku

Pyłek kwiatowy – powstające z mikrospor roślin nasiennych ziarna pyłku zawierające mocno zredukowany gametofit męski. Powstają w wyniku mikrosporogenezy w woreczkach pyłkowych (mikrosporangiach) męskich organów rozmnażania (pręcików u roślin okrytonasiennych i mikrosporofili u roślin nagonasiennych). Proces przenoszenia ziaren pyłku na żeńskie organy generatywne (słupek u roślin okrytonasiennych lub bezpośrednio na zalążek znajdujący się na łusce nasiennej u nagonasiennych) zwany jest zapyleniem. W jego konsekwencji zawarta w ziarnach pyłku komórka generatywna dokonuje zapłodnienia komórki jajowej zalążka, co prowadzi do powstania zarodka sporofitu.
Nauką zajmującą się badaniem pyłku jest palinologia.

## Budowa zewnętrzna
Ziarna pyłku mają najczęściej kształt kulisty lub elipsoidalny, a wielkość ich jest bardzo zróżnicowana. U niezapominajki leśnej ich średnica wynosi zaledwie 0,0003 mm, u dyni zwyczajnej 0,22 mm, a u zostery osiągają nawet do 1 mm długości (w tym wypadku mają osobliwy, nitkowaty kształt). Najczęściej ziarna pyłku mają ok. 0,04 mm średnicy.
Ściana ziaren pyłku jest dwuwarstwowa. Wewnętrzna warstwa zwana jest intyną i zbudowana jest z celulozy. Warstwa zewnętrzna, zwana egzyną, przesycona jest sporopoleniną, nadającą ścianie twardość i trwałość, w tym odporność na gnicie. Egzyny nie rozkłada nawet wodorotlenek potasu i stężony kwas solny i siarkowy. Związek ten nadaje też pyłkowi żółtą barwę, modyfikowaną u wielu grup roślin zawartością także innych barwinków (karotenoidów, antocyjanów, antoksantyn). W zewnętrznej ścianie znajduje się jedno lub dwa miejsca zwane aperturami, o cieńszej budowie (czasem zamknięte wieczkiem). Mają one postać bruzdy u starszych linii ewolucyjnych roślin i mniej lub bardziej okrągłych porów u młodszych. Przez aperturę wyrasta łagiewka pyłkowa otoczona intyną. Egzyna jest ścianą o często bogatej i charakterystycznej dla różnych grup systematycznych budowie, podobnie unikatowy i stały kształt mają dla poszczególnych taksonów układy i kształty bruzd i porów. Zwykle egzyna roślin wiatropylnych jest gładka lub słabo zróżnicowana (np. u traw), podczas gdy u roślin owadopylnych jest bardzo różnorodnie urzeźbiona (posiada charakterystyczne układy otworów, okienek i wyrostków). Podczas rozwoju ziaren pyłku, ich ściana zewnętrzna impregnowana jest białkami wytwarzanymi w warstwie wyściełającej (tapetum) pylnika. Białka te pełnią kluczową funkcję w rozpoznawaniu samozgodności i to one właśnie odpowiadają za reakcje alergiczne osób chorujących na pyłkowicę.
U nagonasiennych ściana pyłku formuje dwa worki powietrzne, dzięki którym ziarna pyłku łatwiej rozsiewane są przez wiatr, ponieważ zmniejszają ciężar właściwy zwiększając powierzchnię całkowitą.
Pyłek u większości roślin ma postać luźnego, sypkiego zbioru pojedynczych ziaren (monad). U niektórych roślin wodnych ziarna pyłku są pojedyncze, ale uwalniane są sklejone śluzem w łańcuchy i rurki (np. u żabiściekowatych). U ciborowatych pyłek ma formę pseudomonad – ziarna są pojedyncze, ale dlatego, że trzy z czterech mikrospor degenerują i w zredukowanej postaci zawarte są w ścianie jednej, która się rozwija. U bagnicy torfowej pyłek uwalniany jest parami (diadami). U wielu rodzin, choć zwykle tylko u części przedstawicieli ziarna połączone są po cztery w tetrady (np. u wiechlinowców, storczykowatych, wrzosowatych). Z kolei u storczykowatych i trojeściowatych sklejone są w duże pakiety zwane pyłkowinami.

## Budowa wewnętrzna i rozwój ziarna pyłku
Ziarna pyłku obecne u roślin nasiennych powstały w wyniku redukcji pokolenia haploidalnego, którego istnienie u przodków tych roślin i współczesnych roślin zarodnikowych wiąże się z uzależnieniem od obecności wody umożliwiającej kontakt męskich i żeńskich komórek generatywnych. W wyniku redukcji gametofitu (przedrośla) męskiego rozwija się on wewnątrz ścian mikrospory i składa się z kilku komórek.
Nagonasienne
U nagonasiennych w dojrzałej mikrosporze dochodzi do odcięcia jednej lub dwóch drobnych komórek przedroślowych, które zwykle po pewnym czasie zamierają. Potem zachodzi podział na dużą komórkę wegetatywną (łagiewkową) i mniejszą generatywną, sąsiadującą z przedroślowymi i otoczoną z pozostałych stron przez komórkę wegetatywną. Gdy w wyniku zapylenia ziarno pyłku znajdzie się na ośrodku zalążka, jego ściana zewnętrzna pęka i komórka wegetatywna wydłuża się rosnąc w kierunku gametofitu żeńskiego, przekształcając się w łagiewkę pyłkową. Komórka generatywna dzieli się na komórkę trzonową (ścienną) i plemnikotwórczą (generatywną właściwą). Pierwsza pozostaje przy komórkach przedroślowych, a druga, po dotarciu łagiewki do dojrzałej komórki jajowej, dzieli się na dwie komórki plemnikowe, z których jedna dokonuje zapłodnienia a druga degeneruje (obumiera).
Okrytonasienne
U okrytonasiennych rozwój gametofitu męskiego w ziarnie pyłku jest jeszcze bardziej uproszczony. Komórka generatywna dzieli się na dwie komórki plemnikowe, które przez łagiewkę docierają do woreczka zalążkowego.

## Skład chemiczny
Ziarna pyłku wyróżniają się dużą zawartością białek i węglowodanów. Do pierwszych należą globuliny i takie aminokwasy jak: arginina, histydyna, izoleucyna, walina, metionina, tryptofan, leucyna (ich udział w zależności od rodzaju pyłku waha się w granicach 15-40%) oraz wolne aminokwasy i kwasy nukleinowe. Do drugich należą monosacharydy, takie jak: glukoza, fruktoza, ksyloza i arabinoza, oraz polisacharydy takie jak skrobia i celuloza i są one obecne w pyłku w ilości 20-40%. Ta ostatnia buduje ściany komórkowe pyłku wspólnie ze sporopoleniną. Z pierwiastków pyłek zawiera m.in.: krzem, magnez, siarkę, kobalt, sód, żelazo, glin, wapń, mangan, fosfor, srebro, cynk, molibden. Występują w nim witaminy, zwłaszcza B1, B2, B5 (kwas pantotenowy), B6, B9 (kwas foliowy), C (kwas askorbinowy). Niektóre pyłki (np. kasztana, wierzby i jabłoni) wyróżniają się dużą ilością witaminy B7 (biotyny); pyłek kukurydzy zawiera inozytol.
Pierzga, z której wytwarzany jest pyłek pszczeli, ma natomiast nieco inny skład, gdyż w drodze przemian biochemicznych ubywa w niej białka a przybywa aminokwasów.

## Funkcja i znaczenie w przyrodzie
Udział w procesie zapładniania roślin
Pyłek jako źródło pokarmu

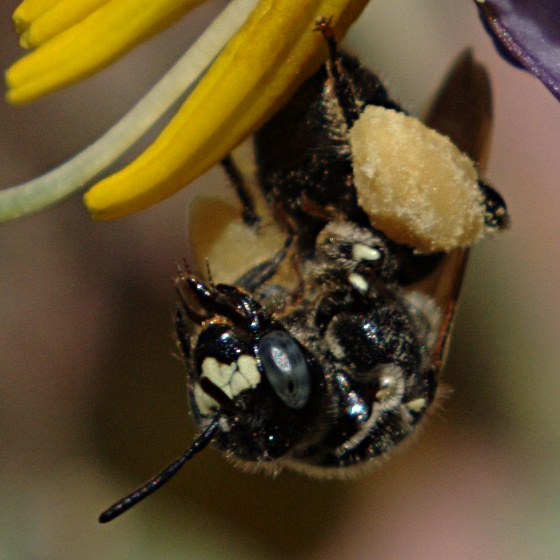
Błonkówka Protandrena mexicanorum z obnóżami pełnymi pyłku

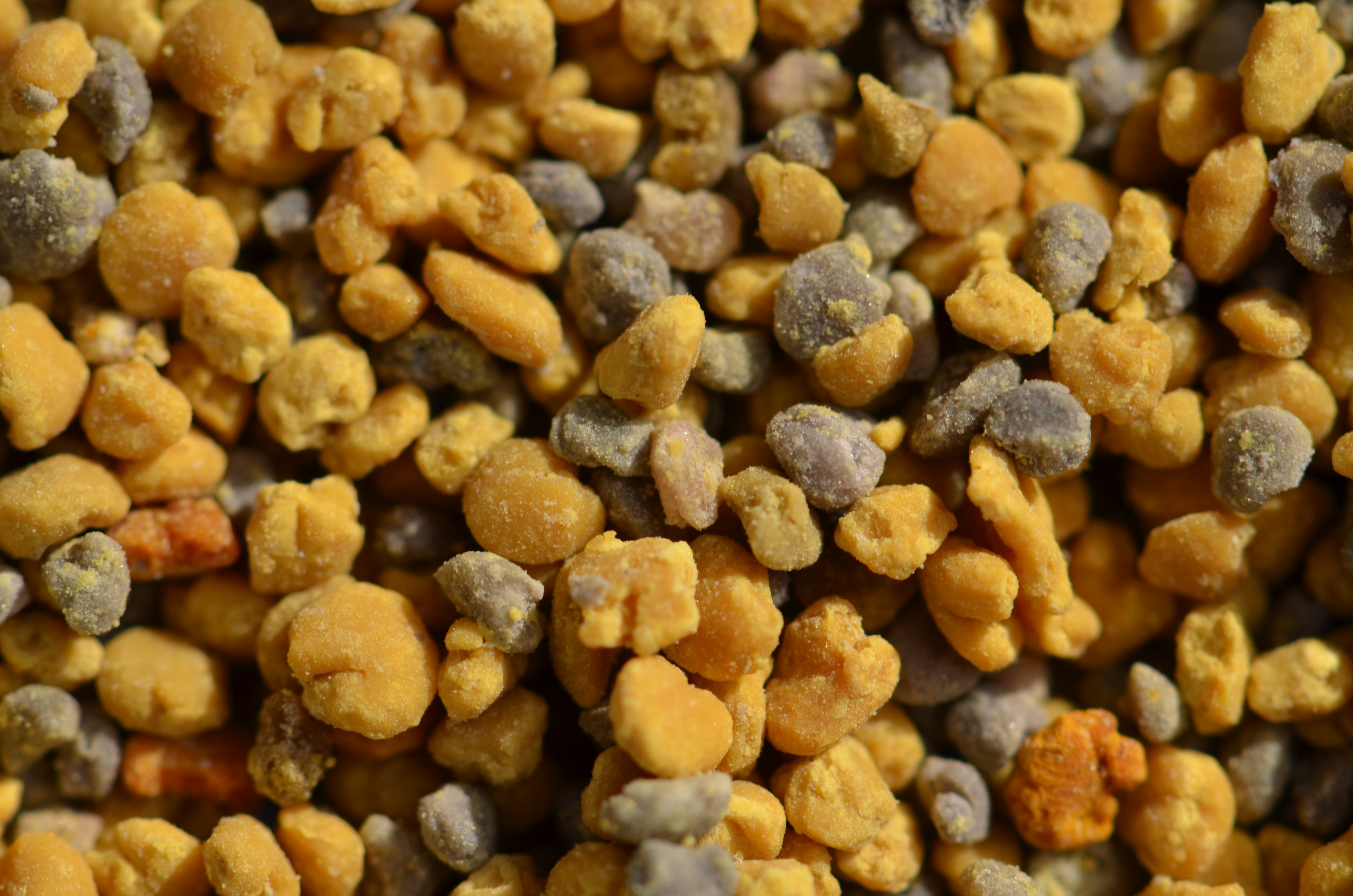
Obnóża z pyłkami zebranymi przez pszczoły

Pyłek jest istotnym pokarmem wielu organizmów, jest m.in. niezbędnym składnikiem w pokarmie pszczołowatych (Apidae). Jedna tylko rodzina pszczół w ciągu roku zużywa do własnych celów ok. 30 kg pyłku.
Pyłek jest dla pszczół kluczowym źródłem białek, tłuszczów, soli mineralnych, hormonów wzrostu i witamin, w szczególności D i E.
Pyłek jest źródłem składników odżywczych dla detrytusożerców, niezbędnych do ich rozwoju. Dzięki żerowaniu na pyłku organizmy detrytusożerne wprowadzają do sieci troficznych cenne pierwiastki biogenne. W ten sposób pyłek odgrywa istotną rolę w obiegu materii w ekosystemach oraz pomiędzy ekosystemami.

## Znaczenie dla człowieka
- Pyłek kwiatowy jest jednym z jadalnych produktów pszczelarskich[7].
- Pyłek może u osób uczulonych powodować alergię (pyłkowicę). Zmiany w środowisku związane z rozwojem cywilizacji powodują wzrost udziału osób cierpiących z powodu alergii i ich udział w populacji na początku XXI wieku wynosił 15–30% populacji, zaś udział osób, u których alergia była reakcją na pyłki kwiatowe, wynosił 10–15%. Choroba ma istotny wpływ na życie osób chorych – osłabiając fizycznie i koncentrację, wiązać się może z koniecznością zmiany stylu życia, stosowania leczenia objawowego i immunoterapii. Reakcje uczuleniowe wywoływane są przez kontakt ze specyficznymi białkami zawartymi w pyłku różnych grup taksonomicznych roślin. Do silnych lub częstych alergenów należy pyłek: leszczyny, olszy, brzozy, traw, szczawiu, bylicy, babek, ambrozji, sosnowatych[10].
- W taksonomii roślin charakterystyczne cechy budowy pyłku (mikromorfologiczne), w tym także analizowane za pomocą mikroskopów elektronowych, odgrywają istotną rolę w klasyfikowaniu roślin. Oznaczanie roślin za pomocą analizy budowy ziarn pyłku jest istotne zwłaszcza w przypadku gatunków morfologicznie podobnych – np. z rodzaju rzęśl (Callitriche)[11].
- Ze względu na odporność ziarn pyłku oraz ich charakterystyczną dla poszczególnych taksonów morfologię i rozmiary są one wykorzystywane w tzw. analizie pyłkowej. Polega ona na ilościowym i jakościowym badaniu składu ziarn pyłku w określonych warstwach geologicznych. Pozwala to na śledzenie zmian dawnej szaty roślinnej pod wpływem np. klimatu lub działalności człowieka, kształtowania się zasięgów roślin i ewolucji roślin[4].
- Pyłek zebrany przez pszczoły lub pierzga (pyłek częściowo przetworzony przez pszczoły) jest błędnie uznawany za lek lub specyfik chroniący przed chorobami nowotworowymi[12].

## Historia
Odkrycie znaczenia pyłku dla roślin wiąże się z odkryciem płciowości roślin dokonanym przez Rudolfa Jakoba Camerariusa i ogłoszonym w publikacji De sexu plantarum w 1694. Pierwszych obserwacji mikroskopowych pyłku i opisów jego budowy dokonali Nehemiah Grew (1641–1712) i Marcello Malpighi (1628–1694). W XIX wieku rozwijały się badania nad morfologią pyłku za sprawą głównie takich badaczy jak: Jan Evangelista Purkyně (1787–1869), Hugo von Mohl (1805–1872), Carl Julius Fritzsche (1808–1871) i Hugo Fischer (1865–1939). W latach 30. XIX wieku odkryte zostały ziarna pyłku zachowane w utworach kopalnych pochodzących sprzed czwartorzędu (Heinrich Göppert 1800–1884 i Christian Gottfried Ehrenberg 1795–1876). W XX wieku rozwinęły się badania paleopalinologiczne nad roślinnością dawnych epok, nad morfologią pyłku i jego taksonomią, rozprzestrzenianiem i opadem. Badania pyłku odgrywać zaczęły istotną rolę w taksonomii roślin, archeologii, klimatologii, alergologii, pszczelarstwie i in.